# Wohleibrücke

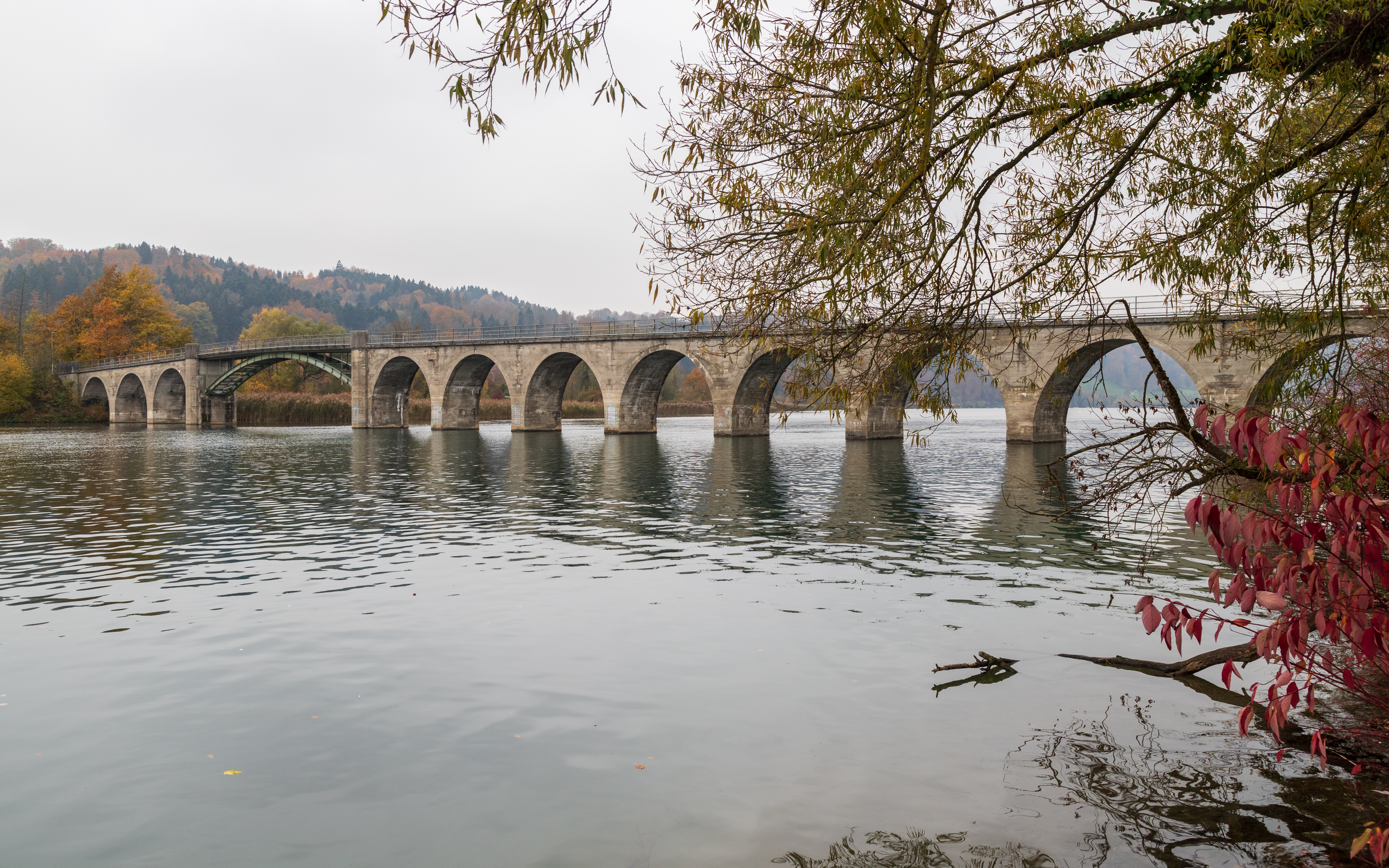
Wohleibrücke über den Wohlensee

Die Wohleibrücke ist eine 1920 erbaute Strassenbrücke über den Wohlensee bei Bern. Sie verbindet die Gemeinden Frauenkappelen und Wohlen. Die Bogenbrücke wurde zeitgleich mit der Kappelenbrücke durch die Bernischen Kraftwerke erstellt, als für das Wasserkraftwerk Mühleberg die Aare gestaut wurde. 
Koordinaten: 46° 57′ 58,8″ N, 7° 21′ 32,1″ O; CH1903: 593933 / 201698